# Klub Wioślarski w Gdańsku
Klub Wioślarski w Gdańsku (zwany też: Polskim Klubem Wioślarskim w Gdańsku) – istniejący w okresie międzywojennym polski klub wioślarski, a następnie dwusekcyjny, założony w 1922 roku w Wolnym Mieście Gdańsku. Pierwszy polski klub sportowy w Wolnym Mieście Gdańsku.

## Historia klubu
Z inicjatywą utworzenia klubu wioślarskiego, zrzeszającego polskich mieszkańców Gdańska wystąpił w połowie 1921 pochodzący z Poznania Stanisław Sławski, polski delegat resortu sprawiedliwości na terenie Wolnego Miasta. Społeczność polska pozytywnie odniosła się do inicjatywy i klub pod nazwą Klub Wioślarski w Gdańsku e.V. został utworzony na zebraniu założycielskim 8 maja 1922 roku, które odbyło się w siedzibie polskiej Dyrekcji Okręgowej Kolei Państwowych przy dzisiejszej ul. Dyrekcyjnej 2/4. Pierwszym prezesem został S. Sławski, który zgłosił akces klubu do Polskiego Związku Towarzystw Wioślarskich.
Początkowo klub miał swoją siedzibę na Polskim Haku, na gruncie wydzierżawionym od Komisariatu Generalnego RP. Uroczyste otwarcie przystani miało miejsce 9 sierpnia 1924. Członkami klubu byli głównie polscy kupcy, przemysłowcy i urzędnicy. Liczebność szybko osiągnęła około 100 członków. W klubie istniała wioślarska sekcja kobieca. Ze sprzętu i przystani korzystali też członkowie polskiego AZS w Gdańsku, którzy przyłączyli się do klubu w dniu 9 maja 1923 roku, będąc cały czas organizacyjnie niezależną sekcją wioślarską AZS Gdański.
Równie ważne jak działalność sportowa było umacnianie przez klub więzi społeczności polskiej i podkreślanie faktu, iż w Gdańsku zamieszkują i uprawiają sport Polacy. W tym celu klub organizował w Gdańsku ogólnopolskie regaty propagandowe. Urządzał też wioślarskie spływy rzekami „do morza”, a uczestników z polskich klubów wioślarskich podejmował na swej przystani.
Poważnym utrudnieniem działalności klubu były napięte relacje z gdańskimi Niemcami i Senatem Gdańska. Już pod koniec lat 20. lokalne niemieckie towarzystwa wioślarskie bojkotowały organizowane przez polski klub zawody. W 1932 roku, po kilkuletnim sporze sądowym z opanowanym przez Niemców gdańskim Senatem, klub stracił prawo zajmowania przystani przy Polskim Haku. Fakt, iż w wyroku nie zasądzono klubowi rekompensaty za wzniesione na Polskim Haku zabudowania, spowodował poważne problemy finansowe. Polakom udało się jednak nabyć wiosną 1934 nad Nową Mołtawą przy Kamiennej Grobli 24 teren pod budowę nowej przystani. Wybudowana ona została nakładem pracy członków już 17 czerwca tego samego roku. W tym okresie Polski Klub Wioślarski w Gdańsku borykał się z poważnymi problemami ze strony lokalnych hitlerowców. Nie tylko utrudniali oni (a czasem uniemożliwiali) organizowanie zawodów, ale posuwali się często do obrzucania trenujących polskich wioślarzy kamieniami i innych aktów przemocy. Nastawienie niemieckiej większości do Polaków mieszkających w Gdańsku z każdym kolejnym rokiem było coraz bardziej wrogie. W 1938 roku pod ochroną gdańskiej policji zorganizowano ostatnie zawody wioślarskie, które w następnym roku przeniesiono do Grudziądza.
Kres działalności Polskiego Klubu Wioślarskiego w Gdańsku położyła II wojna światowa.

## Galeria zdjęć

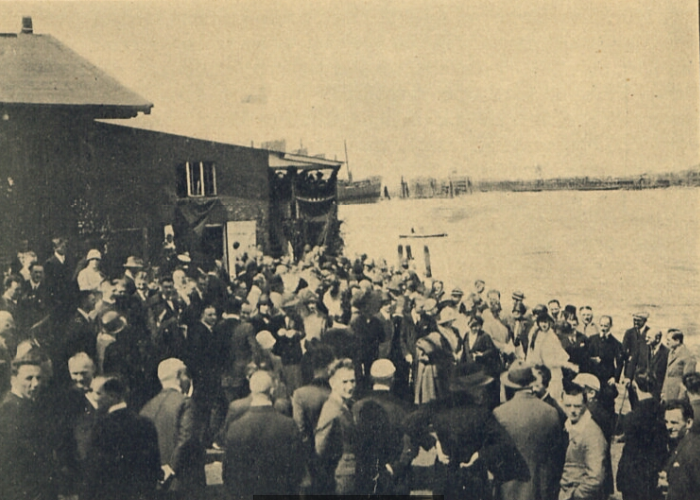
Otwarcie I przystani klubu w 1924
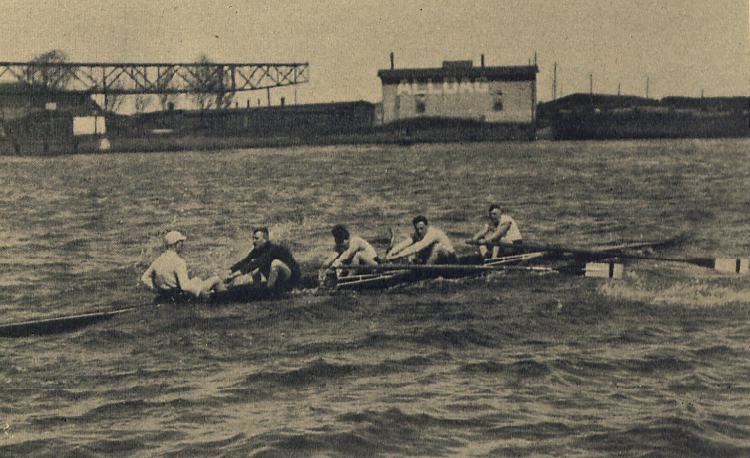
Klubowa czwórka na zawodach w Gdańsku
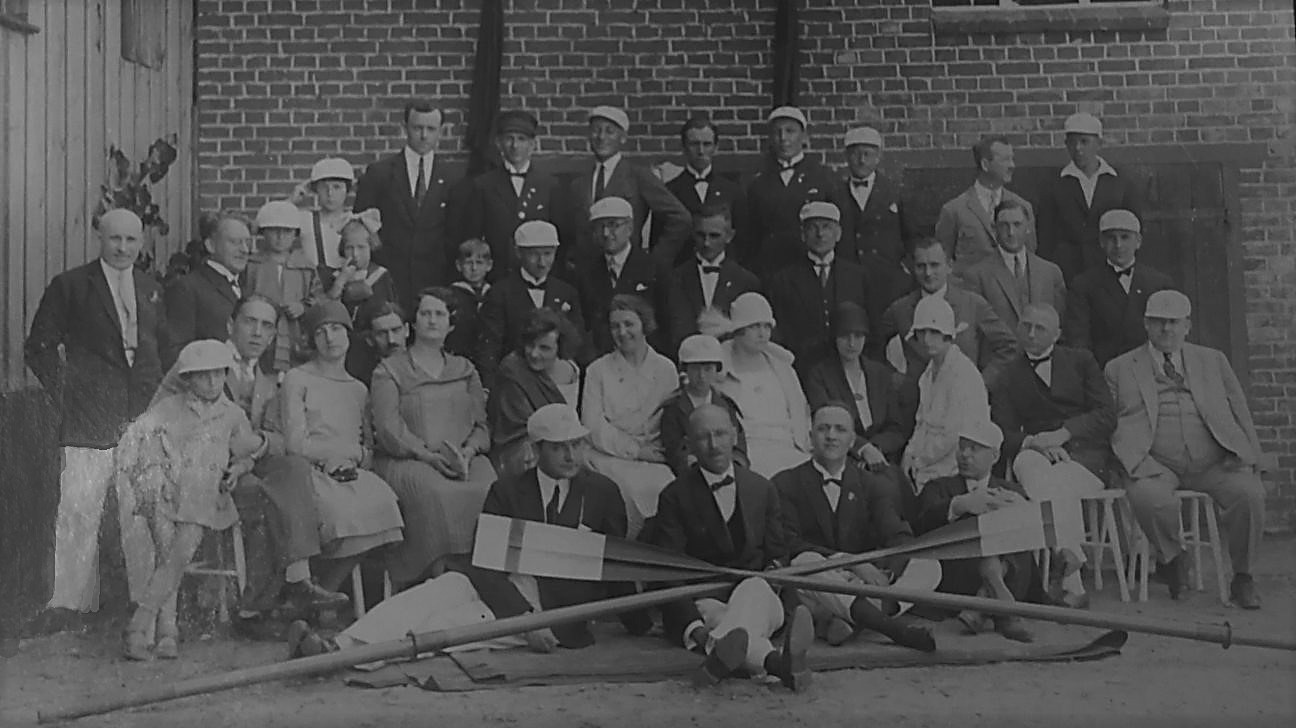
Członkowie klubu. Polski Hak około 1930
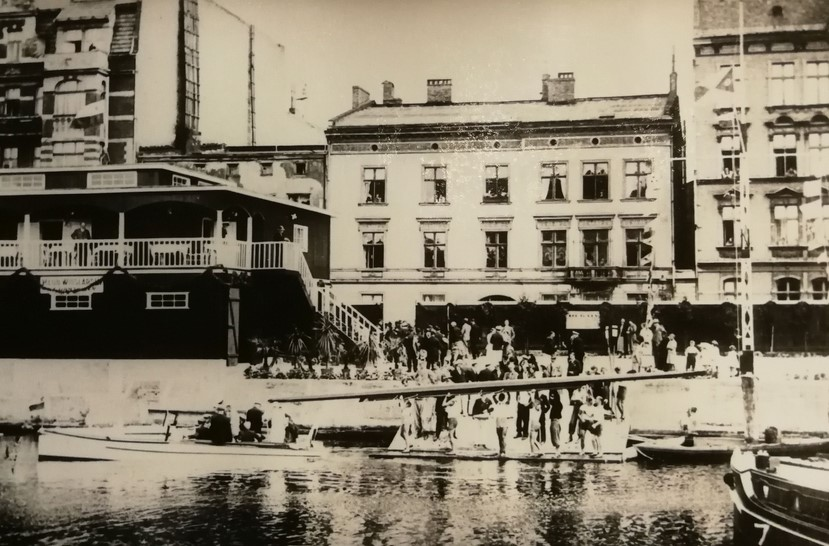
II przystań (z lewej) w 1934
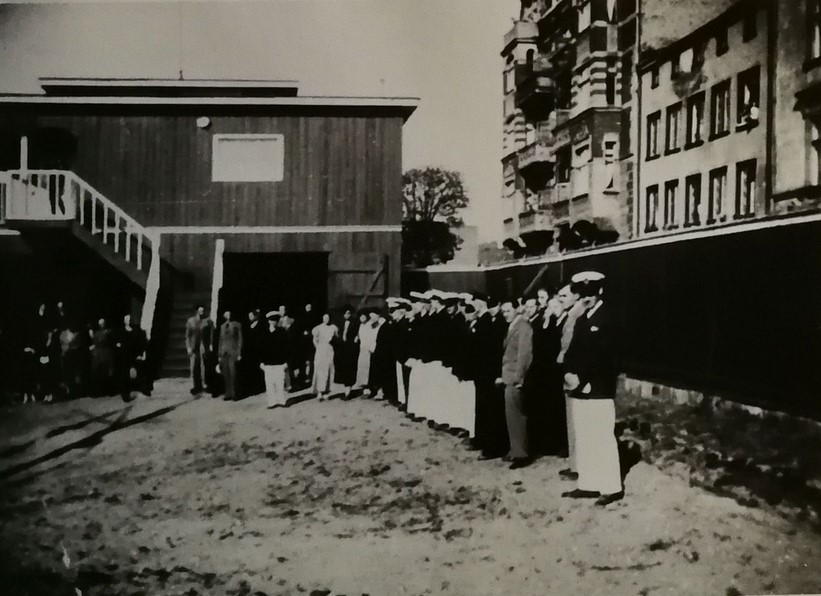
Uroczystości przed przystanią w 1936

## Prezesi klubu
Prezesami Klubu Wioślarskiego w Gdańsku byli: Stanisław Sławski (1922-1925), kmdr [[Borys Mohuczy]] (1925-1929), inż. Ignacy Czerniewski (1929-1932), Józef Weyers (1933-1938).

## Wyniki sportowe

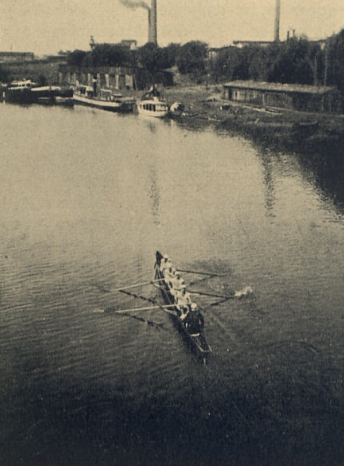
Klubowa czwórka na zawodach w Bydgoszczy 1925

W rywalizacji sportowej PZTW uczestniczył od roku 1923. W dwudziestoleciu międzywojennym, w poszczególnych latach uzyskał następujące wyniki w klasyfikacji klubowej (dane według tabel punktacyjnych PZTW za poszczególne lata – podane zostało miejsce i liczba klubów, które zdobyły w regatach punkty i oficjalnie je sklasyfikowano):
- w 1925 – 10 miejsce na 12 klubów[5],
- w 1926 i 1927 klub nie został sklasyfikowany[5],
- w 1928 – 13 miejsce na 13 klubów[6],
- w 1929-1931 nie sklasyfikowany[7][8][9],
- w 1932 – 26 miejsce na 27 klubów[10],
- w 1933 – 40 miejsce na 42 kluby[11],
- w 1934 – 22 miejsce na 41 klubów[12],
- w 1935 – 20 miejsce na 46 klubów[13],
- w 1936 – 13 miejsce na 42 kluby[14],
- w 1937 – 17 miejsce na 41 klubów[15],
- w 1938 – 26 miejsce na 44 kluby[16],
- w 1939 – 9 miejsce na 36 klubów[17].

Biorąc pod uwagę trudną sytuację zawodników gdańskiego klubu w drugiej połowie lat 30. i poważne kłopoty w odbywaniu treningów oraz fakt, że zdobywali oni punkty głównie na zawodach w Gdańsku, Bydgoszczy i Grudziądzu (nie jeżdżąc na dalsze zawody), wyniki w latach 1936–1939 były doskonałe. Warto przy tym zauważyć, iż wiele klubów w rywalizacji tej nie uczestniczyło lub nie zdołało w danym roku zdobyć punktów.

## Inne sekcje
W Polskim Klubie Wioślarskim w Gdańsku, oprócz wioślarskiej, w istniała jeszcze sekcja kajakarska. W związku z tym, że powstała dopiero w roku 1938 nie zdążyła rozwinąć szerszej działalności. Efemerycznie istniała też sekcja żeglarska, nie dysponująca jednak żadną jednostką pływającą.